# La Chaussée de Saint-Pierre
La Chaussée de Saint-Pierre of La Chaussée is een gehucht in Saint-Pierre-Lavis in de Franse gemeente Terres-de-Caux in het departement Seine-Maritime. Het ligt een kilometer ten noordoosten van het dorpscentrum van Saint-Pierre-Lavis, tegen de grens met Cliponville

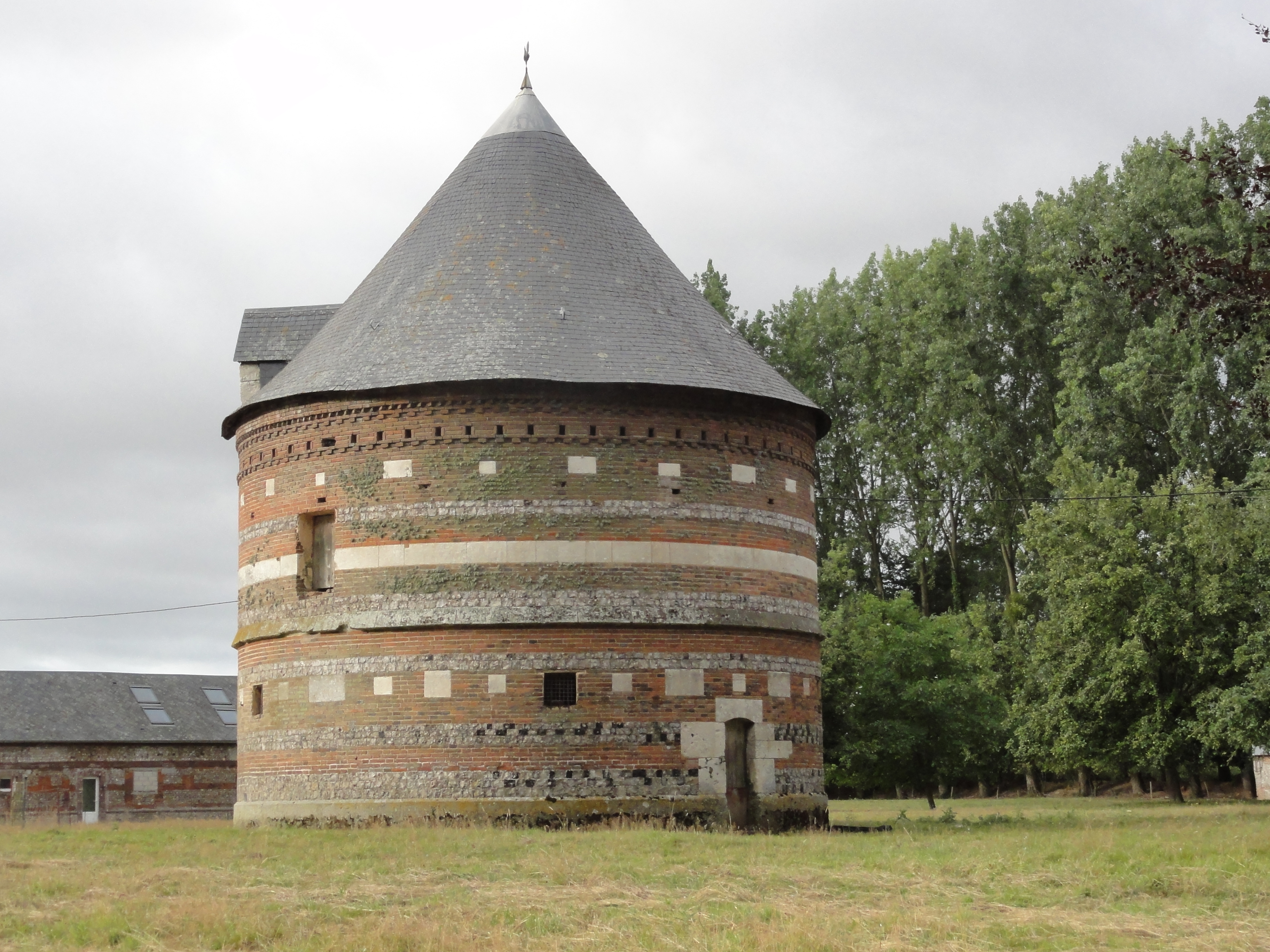
Duiventoren

## Geschiedenis
Een oude vermelding van de grote weg door de plaats dateert uit 1580 als Chaussée tendant de Foville à Greaulme passant par Saint-Pierre-l'Avis. De 18de-eeuwse Cassinikaart toont hier het gehucht la Chaussée langs deze weg.
Op het eind van het ancien régime eind 18de eeuw, toen de gemeenten werden gecreëerd, werd het gehucht La Chaussée ondergebracht in de gemeente Saint-Pierre-Lavis. Kadasterplans uit het begin van de 19de eeuw tonen het gehucht langgerekt langs de ancienne Grande Route de Lillebonne à Dieppe (de oude hoofdweg van Lillebonne naar Dieppe).
Met de fusie van Saint-Pierre-Lavis in de gemeente Terres-de-Caux in 2017, werd La Chaussée de Saint-Pierre een deel van deze nieuwe gemeente.

## Bezienswaardigheden
- Een duiventoren uit 1584
- Een calvariekruis

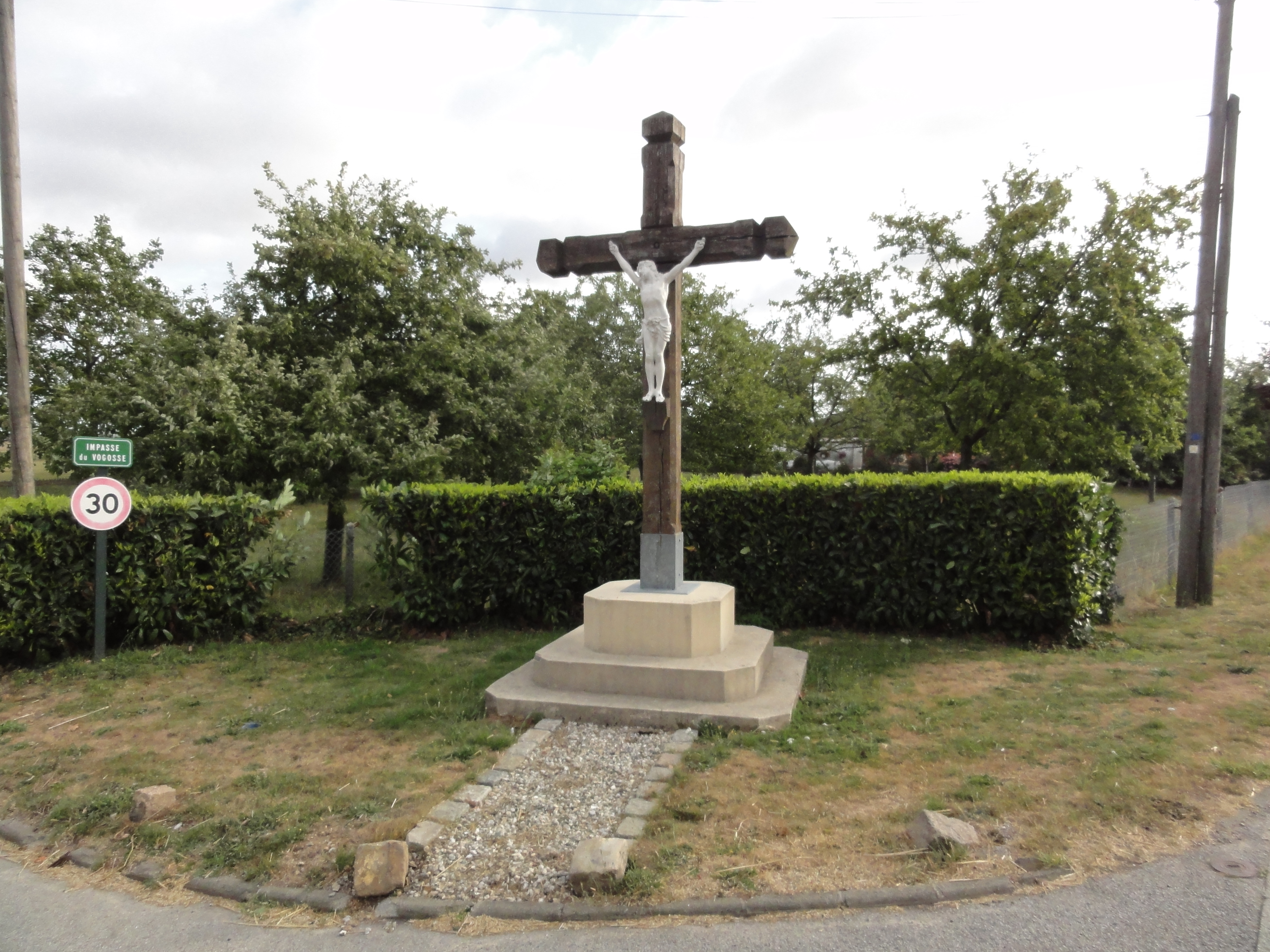
Calvariekruis

Deelgemeenten: Auzouville-Auberbosc · Bennetot · Bermonville · Fauville-en-Caux · Ricarville · Sainte-Marguerite-sur-Fauville · Saint-Pierre-Lavis

Overige plaatsen: Auberbosc · Le Beau Soleil · Le Boos · Le Bout Joyeux · Le Carouge · La Chaussée de Saint-Pierre · Joyeux (Auzouville-Auberbosc · La Londe · Roncherolles